# タフシン・オズギュチ
タフシン・オズギュチ（Tahsin Özgüç、1916年? - 2005年10月28日）は、トルコのフィールド考古学者。第二次世界大戦後からはじまって21世紀まで続いた長いキャリアにより、オズギュチはアナトリア考古学のリーダーとしての役割を果たした。

## 生涯
タフシン・オズギュチはブルガリア王国のクルジャリで生まれた。両親はトルコ人だった。アンカラ大学の言語・歴史・地理学部で学び、1940年に卒業した。1942年に同学部で博士の学位を取得した後、1945年から翌年まで助手、1946年から1954年まで講師をつとめ、1954年に教授に就任した。オズギュチは1968年から1969年まで同学部の学部長だった。1969年から1980年までは、同大学の校長をつとめた。1981年に退官した後、5年間にわたってトルコ高等教育庁の副長官だった。
オズギュチは学生とともにアナトリア考古学に貢献した。発掘調査を行い、100を越える学術論文や著書を公刊した。1962年から1964年にかけてニュージャージー州プリンストンのプリンストン高等研究所、1964年にドイツのザールラント大学、1975年から1976年にかけてミュンヘン大学の客員教授をつとめた。妻のニメットもアンカラ大学の考古学教授であり、ふたりは共同してトルコのフィールド考古学と大学教育の主導的な役割を果たした。オズギュチは有名な遺跡であるキュルテペ（カネシュ）を57年間連続して発掘し、そこから重要な考古学遺物と文書を発見することにより、紀元前2000-1700年にかけてのアナトリアの最初の歴史的時代におけるこのアッシリア商人の植民市について、詳細にわたって明らかにした。オズギュチはまた、カラヒョユク・エルビスタン、ホロズテペ（トカット）、アルトゥンテペ（エルズィンジャン）、マシャトヒョユク、カザンカヤ、クルルの発掘を主導した。
オズギュチはトルコ歴史研究所、ドイツ考古研究所、イギリス学士院、アメリカ考古学研究所、バイエルン科学・人文学アカデミー、シティ・オブ・ロンドン考古学協会、トルコ考古学研究所など、いくつもの学術機関の会員であった。
タフシン・オズギュチは2005年10月28日にアンカラで没した。妻のニメットは2015年12月23日に没した。

## 栄誉
- 1978年 ドイツ連邦共和国功労勲章大功労十字章（西ドイツ）
- 1990年 勲五等双光旭日章（日本）
- 1991年 王冠勲章（ベルギー）
- 1992年 Publicity Foundation Award（トルコ）

## 名誉博士号
- ベルリン自由大学（ドイツ）
- ルートヴィヒ・マクシミリアン大学ミュンヘン（ドイツ）
- ゲント大学（ベルギー）